# Benjamin Jowett

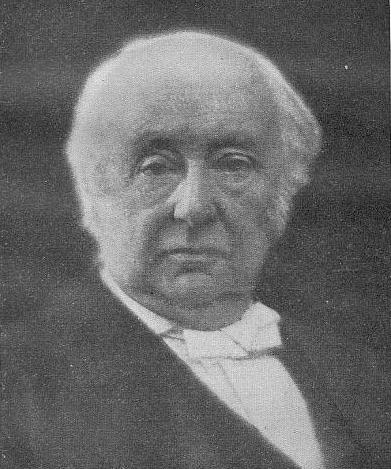
Benjamin Jowett

Benjamin Jowett (Camberwell, 15 april 1817 — Alton (Hampshire), 1 oktober 1893) was een Brits classicus, theoloog en vertaler van Plato. Jowett was verder een invloedrijk docent en administratieve hervormer aan de Universiteit van Oxford, waar hij Master van Balliol College was.

## Biografie

### Vroege carrière
Benjamin Jowett (zo uitgesproken dat het rijmt met 'know it') werd geboren in Camberwell, een deel van Londen. Zijn vaders familie stamde uit Yorkshire. Deze familie maakte al drie generaties deel uit van de evangelische beweging binnen de Anglicaanse Kerk. Zijn moeder was een Langhorne, familie van John Langhorne, de dichter en vertaler van Plutarchus. Vanaf zijn twaalfde bezocht Jowett de St Paul's School (toen gevestigd aan het St Paul's-kerkhof). Op achttienjarige leeftijd verkreeg hij een open beurs voor Balliol College, aan welk instituut hij voor de rest van zijn leven verbonden zou blijven.
- Bibsys: 90509862
- Biblioteca Nacional de España: XX1326780
- Bibliothèque nationale de France: cb12108885z (data)
- CiNii: DA02279281
- Gemeinsame Normdatei: 118985094
- International Standard Name Identifier: 0000 0000 8155 3635
- Library of Congress Control Number: n50062804
- Nationale Bibliotheek van Letland: 000138237
- MusicBrainz: 7e9dc7b3-1490-40ad-ba25-24a4dc05e529
- Nationale Bibliotheek van Tsjechië: skuk0003307
- Nationale bibliotheek van Australië: 35255211
- Nationale Bibliotheek van Israël: 987007263496005171
- Nationale en Universitaire bibliotheek Zagreb: 000138630
- Nederlandse Thesaurus van Auteursnamen: 068360126
- Réseau des bibliothèques de Suisse occidentale: 02-A003433464
- LIBRIS: 330763
- SNAC: w6d51354
- Système universitaire de documentation: 029467160
- Trove: 884214
- Virtual International Authority File: 74653372
- WorldCat: E39PBJrWFyJctCkMtCJt6WdCwC